# قرار مجلس الأمن التابع للأمم المتحدة رقم 694
قرار مجلس الأمن الدولي رقم 694 لعام 1991 بتاريخ 24 مايو يشجب إبعاد إسرائيل للفلسطينيين الذي يمثل انتهاكاً لاتفاقية جنيف المتعلقة بحماية المدنيين وقت الحرب.